# 勇者
勇者（ゆうしゃ、ようしゃ、ゆうじゃ）とは、勇気のある者のこと。同義語・類義語に勇士（ゆうし、ゆうじ、ようし：男性、武士など）、勇夫（ゆうふ：男性）、勇婦（ゆうふ：女性）などがある。
しばしば英雄と同一視され、誰もが恐れる困難に立ち向かい偉業を成し遂げた者、または成し遂げようとしている者に対する敬意を表す呼称として用いられる。武勇に優れた戦士や、勝敗にかかわらず勇敢に戦った者に対しても用いる。

## 勇者にまつわる言葉
勇者は懼れず
出典:『論語』「子罕第九」
原文では「知者不惑、仁者不憂、勇者不懼」。「知者は惑わず勇者は懼れず」ということわざとして知られる。
勇者は難を避けず
出典:『孔子家語』「屈節解」

## 勇者と称えられた代表的な人物
ミシェル・ネイ
ナポレオン・ボナパルトの側近のひとりであるミシェル・ネイは、冬将軍により60万人から5千人へと壊滅的な敗北をしたロシア戦役の遠征軍の撤退を、後衛司令官として指揮し、モスクワから本国フランスへの帰還を果たした。ナポレオンは「フランス軍には勇者が揃っているが、ミシェル・ネイこそ真に勇者の中の勇者だ!（le Brave des Braves!）」と評した。
インディアン・ブレイブ

## ファンタジーにおける勇者
ファンタジー作品において勇者は魔法使いやドラゴン、魔王などとともに頻出する概念で、主人公もしくはそれに準ずる重要な人物、または作中の伝説における人物などとして登場する。上記の意味に加え、他人にはない特殊な血筋や能力を有する存在として描かれることもある。

### コンピュータゲームとパロディ・オマージュ
日本のファンタジー作品ではコンピュータRPG「ドラゴンクエストシリーズ」に登場する勇者が有名で、第1作『ドラゴンクエスト』から第4作『ドラゴンクエストIV 導かれし者たち』までプレイヤーが操作する主人公とされている。その後も主人公の血縁（『V』）や職業（『VI』『VII』）として勇者が登場する。『X』では初めてノンプレイヤーキャラクターの勇者が登場し、主人公はその盟友とされている。『XI』では原点回帰ということでふたたび主人公が勇者とされていて、「追われる勇者」をテーマに物語が構築された。
漫画『DRAGON QUEST -ダイの大冒険-』（1989 - 1996年）においては、勇者に憧れる（のちに本当に勇者と呼ばれる）少年ダイの成長と戦いが描かれ、作中では「勇者とは何か」についても言及されている。
同シリーズのなかでも、1988年に発売され社会現象となった第3作『ドラゴンクエストIII そして伝説へ…』の主人公が勇者のイメージとして定着したとされ、時代を経てもRPGのパロディで類似したデザインの勇者が登場する作品が多数存在することが指摘されている。勇者を扱ったパロディ・オマージュ色の強い作品における代表的なものに、衛藤ヒロユキの漫画『魔法陣グルグル』（1992 - 2003年）などがある。2010年代以降に隆盛したいわゆる「なろう系」の作品においても、しばしば勇者の存在する世界が描かれる。
コンピューターゲームにおいては主人公の名前などをプレイヤー自身で設定できるようになっているものも多い反面、適当に命名するプレイヤーもそれなりにおり、名前入力画面でカーソルの初期設定位置にある「あ」を連続で入力した「ああああ」という名前がコンピューターゲームの勇者の名前としてパロディ・オマージュ的に引き合いに出されることがある（『魔法陣グルグル』『勇者のくせになまいきだ。』『勇者ああああ』など）。
また、「ドラゴンクエストシリーズ」などに見られる、民家に入って箪笥や宝箱などから住人に無断でアイテムを入手したり、モンスターを一方的に殺害したりしても罪に問われないことについてもパロディの対象とされる。この点を風刺した作品として『moon』（1997年）が挙げられる。